# Pselaphodes maoershanus
Pselaphodes maoershanus (лат.) — вид мелких коротконадкрылых жуков из подсемейства ощупники (Pselaphinae, Staphylinidae). Название дано по месту обнаружения.

## Распространение
Юго-Восточная Азия: Китай, Guangxi, Maoershan Mountain.

## Описание
Мелкие жуки-ощупники, длина тела менее 3 мм, красновато-коричневого цвета. Отличается двумя шипиками вертлуга средних ног; эдеагус с раздвоенной срединной долей вершины (у близкого вида Pselaphodes parvus три шипика на вертлугах). Строение усиков:  IX—XI-й членики жгутика простые по форме (немодифицированные). Дисковидный выступ у переднего края имеет IX антенномер отсутствует. Апикальные членики IX—XI жгутика усика увеличенные. Второй тарзомер простой, линейный, не увеличенный. Срединная метавентральная ямка отсутствует. Нижнечелюстные щупики (по крайней мере, некоторые сегменты из группы II—IV) асимметричные, округло расширенные или слегка выступающие латерально. Голова с фронтальной ямкой. Глаза выступающие. Усики прикрепляются у переднего края головы; булава усиков 3-члениковая; скапус отчётливо длиннее педицелля. Ноги тонкие и длинные; бёдра утолщённые. В основании надкрылий по две ямки. Брюшко короткое (его длина явно меньше ширины).

## Систематика
Впервые описан в 2010 году, а его валидный статус подтверждён в ходе ревизии, проведённой в 2012 году китайскими колеоптерологами Zi-Wei Yin и Li-Zhen Li (Shanghai Normal University, Шанхай, Китай). По своим признакам наиболее близок к видам Pselaphodes parvus, Pselaphodes hanmiensis и Pselaphodes yunnanicus.